# Trận Alamo
Bản mẫu:Campaignbox Texas Revolution
Trận Alamo có quy mô nhỏ và chỉ diễn ra trong 2 tuần tại San Antonio, Texas. Tuy nhiên nó được coi là một huyền thoại của nước Mỹ và trở thành đối tượng cho rất nhiều sách, phim Hollywood (Timeless) và phim tài liệu.
Trận đánh diễn ra khi 260 người Texas cầm cự chống lại đội quân 2,400 người của Antonio Lopez de Santa Anna (vị tướng người Mexico này được coi là "Napoleon của phía Tây"). Tất nhiên, Santa Anna đã chiến thắng. Tuy nhiên chỉ vài tuần sau đó, ông phải đầu hàng một đội quân Texas khác tại San Jacinto (những người này nổi dậy vì quá tức giận trước kết quả của trận Alamo). Vùng Texas giành độc lập kể từ đó.